# Fly för livet
Fly för livet (eng. Run for the Sun) är en amerikansk långfilm från 1956 i regi av Roy Boulting, med Richard Widmark, Trevor Howard, Jane Greer och Peter van Eyck i rollerna. Filmen är den tredje som officiellt bygger på Richard Connells novell The Most Dangerous Game.

## Handling
Browne (Trevor Howard) är en rik tillbakadragen man som njuter av att jaga människor som vilda djur. Han är en brittisk förrädare som lever i den mexikanska djungeln med sin svåger tillika nazistiska krigsförbrytaren Överste Von Andre (Peter van Eyck). Ett plan tvingas landa på Brownes mark. De båda resenärerna; skribenten Mike Latimer (Richard Widmark) och reportern Katy Conners (Jane Greer), välkomnas som gäster. När Latimer förstår vad deras värd vill göra flyr han och Katy ut i djungeln, med Browne och Von Andre på jakt efter dom.

## Rollista
| Richard Widmark       | – Michael "Mike" Latimer                  |
| Trevor Howard         | – Browne                                  |
| Jane Greer            | – Katherine "Katie" Connors               |
| Peter van Eyck        | – Dr. Van Anders/Överste Wilham Von Andre |
| Juan García           | – Fernandez                               |
| José Antonio Carbajal | – Paco                                    |
| José Chávez           | – Pedro                                   |
| Guillermo Calles      | – Paco                                    |

## Produktion
Djungelsekvenserna spelades in omkring 80 km från Acapulco i Mexiko.